# Scopalostoma nigromaculella
Scopalostoma nigromaculella is een vlinder uit de familie Carposinidae. De wetenschappelijke naam van deze soort is voor het eerst geldig gepubliceerd in 2004 door Guillermet.
De soort komt voor in tropisch Afrika.